# ولاية جناق قلعة
وِلَايَةُ جَنَاق قَلْعَة (بالتركية: جناق قلعه ولایت/Çanakkale ili) إحدى ولايات تركيا. عاصمتها مدينة جناق قلعة. تبلغ مساحتها 9,887 كم2 ويبلغ عدد سكانها 464,975 نسمة كما يبلغ معدل الكثافة السكانية 47/كم2 تقع في شمال غرب تركيا. تنقسم جنق قلعة إلى قسمين قسم آسيوي وقسم أوربي .

## معرض صور

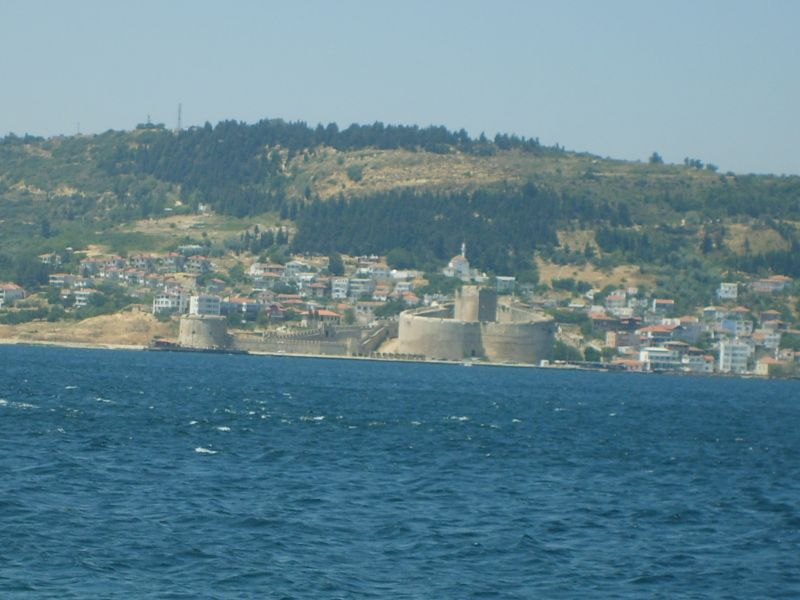
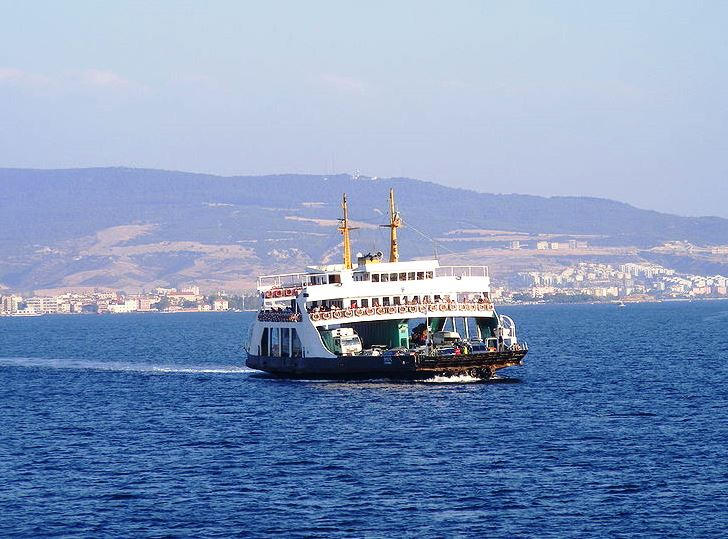
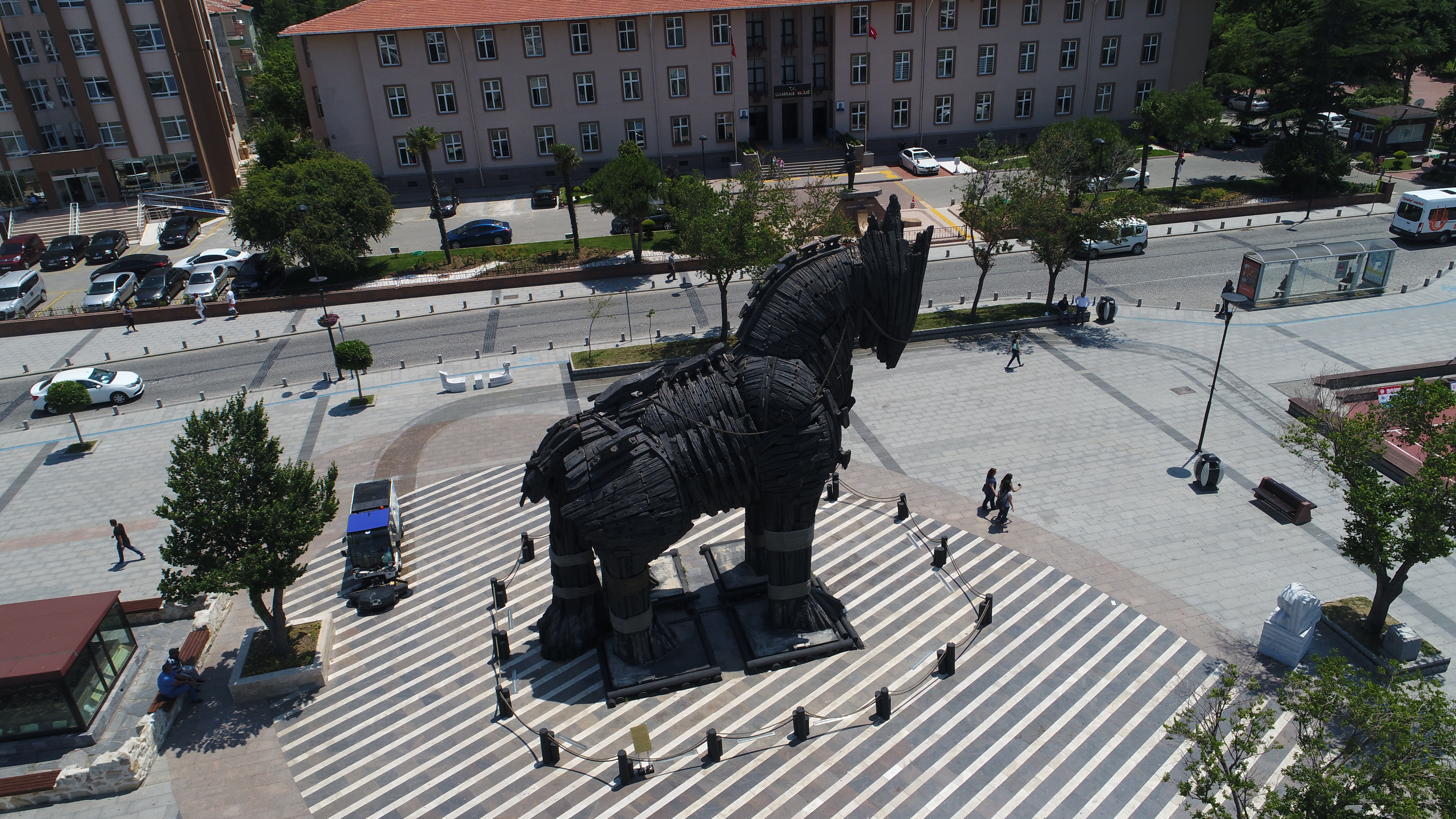
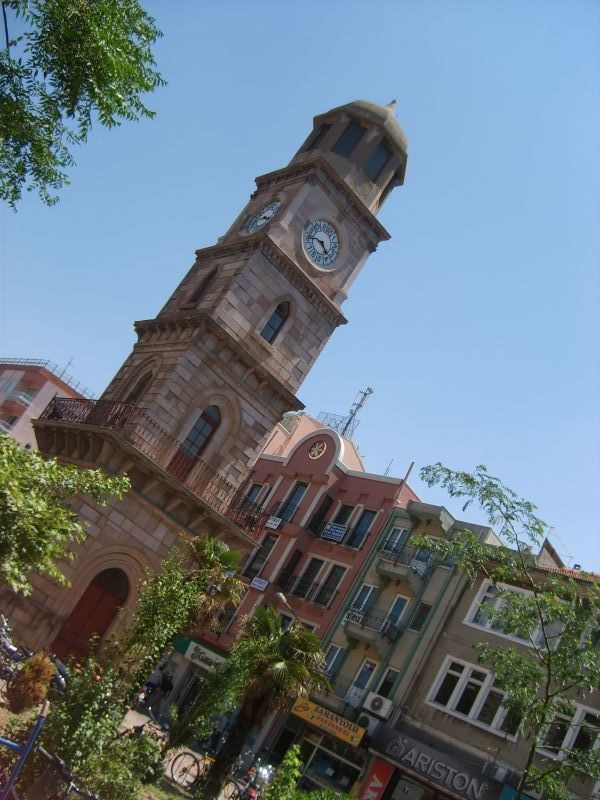
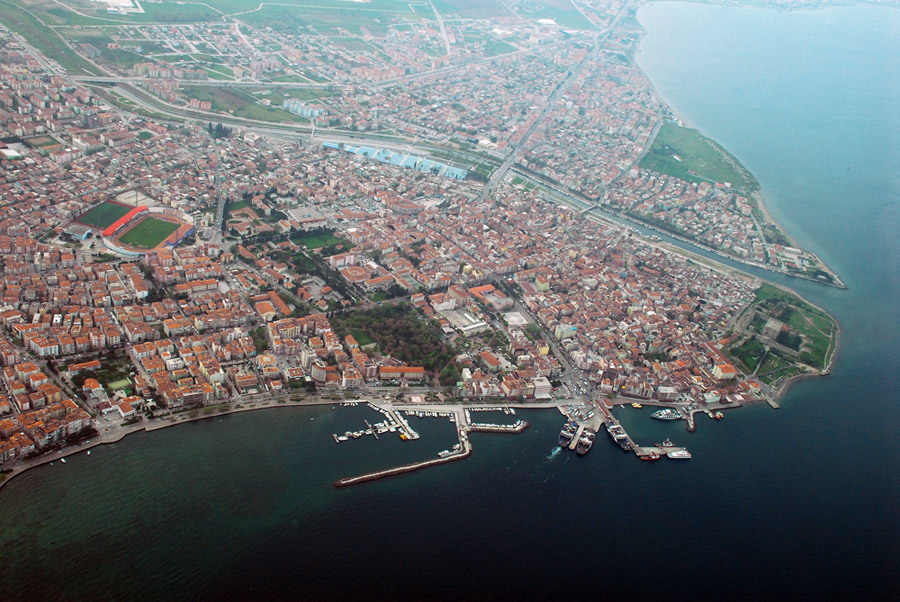